# Liste der Justizminister von Sachsen
Die Liste der Justizminister von Sachsen bietet einen Überblick über die Justizminister des Freistaates Sachsen und seiner Vorgängerstaaten.
Aufgeführt sind die Minister seit Errichtung der ersten sächsischen Landesregierung 1831.
| Name | Amtsantritt                                                | Kabinett                                  | Partei    |
| --- | ---------------------------------------------------------- | ----------------------------------------- | --------- |
| Julius Traugott Jakob von Könneritz                                                                            | 1. Dezember 1831 September 1843                            | Lindenau Könneritz                        |           |
| Albert von Carlowitz                                                                                           | 1. Oktober 1846                                            | Könneritz                                 |           |
| Alexander Karl Hermann Braun                                                                                   | 16. März 1848                                              | Braun                                     |           |
| Gustav Friedrich Held                                                                                          | 24. Februar 1849                                           | Held                                      |           |
| Ferdinand von Zschinsky                                                                                        | 2. Mai 1849                                                | Zschinsky                                 |           |
| Johann Heinrich August von Behr                                                                                | 28. Oktober 1858                                           | Beust                                     |           |
| Robert Schneider                                                                                               | Oktober 1866                                               | Falkenstein                               |           |
| Christian Wilhelm Ludwig von Abeken                                                                            | 1. Oktober 1871 1. November 1876                           | Friesen Fabrice                           |           |
| Heinrich Rudolf Schurig                                                                                        | 15. Oktober 1890 25. März 1891 12. Februar 1895            | Fabrice Gerber/Thümmel Schurig            |           |
| Konrad Wilhelm von Rüger                                                                                       | 15. Juni 1901                                              | Metzsch-Reichenbach I                     |           |
| Victor Alexander von Otto                                                                                      | 10. Februar 1902 30. April 1906 1. Dezember 1910           | Metzsch-Reichenbach II Rüger Otto/Hausen  |           |
| Paul Arthur Nagel                                                                                              | 4. August 1912 21. Mai 1914                                | Otto/Hausen Beck                          |           |
| Rudolf Heinze                                                                                                  | 13. Juni 1918 26. Oktober 1918                             | Beck Heinze                               | NLP       |
| Georg Gradnauer                                                                                                | 15. November 1918                                          | Lipinski                                  | SPD       |
| Rudolf Harnisch                                                                                                | 22. Januar 1919 14. März 1919 5. Mai 1920 9. Dezember 1920 | Gradnauer I Gradnauer II Buck I Buck II   | SPD       |
| Erich Zeigner                                                                                                  | 31. Juli 1921 5. Dezember 1922 21. März 1923               | Buck II Buck III Zeigner                  | SPD       |
| Alfred Neu | 15. August 1923 31. Oktober 1923                           | Zeigner Fellisch                          | SPD       |
| Wilhelm Bünger                                                                                                 | 4. Januar 1924 13. Januar 1927                             | Heldt I Heldt II                          | DVP       |
| Arthur von Fumetti                                                                                             | 1. Juli 1927                                               | Heldt III                                 | VRP       |
| Karl Emil Mannsfeld                                                                                            | 25. Juni 1929 6. Mai 1930                                  | Bünger Schieck                            | parteilos |
| Otto Georg Thierack                                                                                            | 10. März 1933                                              | Killinger                                 | NSDAP     |
| Von 1934 bis 1945 existierte kein sächsisches Justizministerium                                                |                                                            |                                           |           |
| Reinhard Uhle                                                                                                  | 4. Juli 1945                                               | Friedrichs I                              | LDPD      |
| Hermann Kastner                                                                                                | 12. Dezember 1946 30. Juli 1947                            | Friedrichs II Seydewitz I                 | LDPD      |
| Johannes Dieckmann                                                                                             | 9. April 1948                                              | Seydewitz I                               | LDPD      |
| Von 1950 bis 1952 existierte kein sächsisches Justizministerium Von 1952 bis 1990 existierte kein Land Sachsen |                                                            |                                           |           |
| Steffen Heitmann                                                                                               | 8. November 1990 6. Oktober 1994 26. Oktober 1999          | Biedenkopf I Biedenkopf II Biedenkopf III | CDU       |
| Manfred Kolbe                                                                                                  | 15. September 2000                                         | Biedenkopf III                            | CDU       |
| Thomas de Maizière                                                                                             | 2. Mai 2002                                                | Milbradt I                                | CDU       |
| Geert Mackenroth                                                                                               | 11. November 2004 18. Juni 2008                            | Milbradt II Tillich I                     | CDU       |
| Jürgen Martens                                                                                                 | 30. September 2009                                         | Tillich II                                | FDP       |
| Sebastian Gemkow                                                                                               | 14. November 2014 18. Dezember 2017                        | Tillich III Kretschmer I                  | CDU       |
| Katja Meier | 20. Dezember 2019                                          | Kretschmer II                             | Grüne     |
| Constanze Geiert                                                                                               | 19. Dezember 2024                                          | Kretschmer III                            | CDU       |